# Rakowický hřbitov
Rakowický hřbitov je historický hřbitov a kulturní památka umístěná na ulici Rakowická 26 v centru města Krakova v Polsku. Leží v městské čtvrti číslo 1 Stare Miasto. Byl založen na začátku 19. století, když byl Krakov součástí rakouské Haliče. Hřbitov byl několikrát rozšířen a v současnosti zabírá plochu přes 42 hektarů. Je zde pohřbeno mnoho význačných obyvatel Krakova, včetně rodičů papeže Jana Pavla II.

## Historie
Rakowický hřbitov byl založen v letech 1800 až 1802 na pozemku vesnice Prądnik Czerwony na původní ploše 5,6 hektarů. Hřbitov vznikl kvůli vládnímu zákazu pohřbívání na starých kostelních hřbitovech ve městě. Pozemek byl zakoupen za 1 150 zlatých od kláštera bosých karmelitánů z Czerna a postaven z příspěvků města a okolních vesnic (včetně některých, které se později staly krakovskými čtvrtěmi): Rakowice, Prądnik Czerwony a Biały, Olsza, Grzegórzki, Piaski, Bronowice, Czarna Village, Nowa Village, Krowodrza a Kawiory, všem těmto bylo uděleno právo zde pohřbívat své mrtvé. První pohřeb se uskutečnil 15. ledna 1803, když byla pohřbena 18letá Apolonie z rodiny Lubowiecké ze statku Bursikowa.

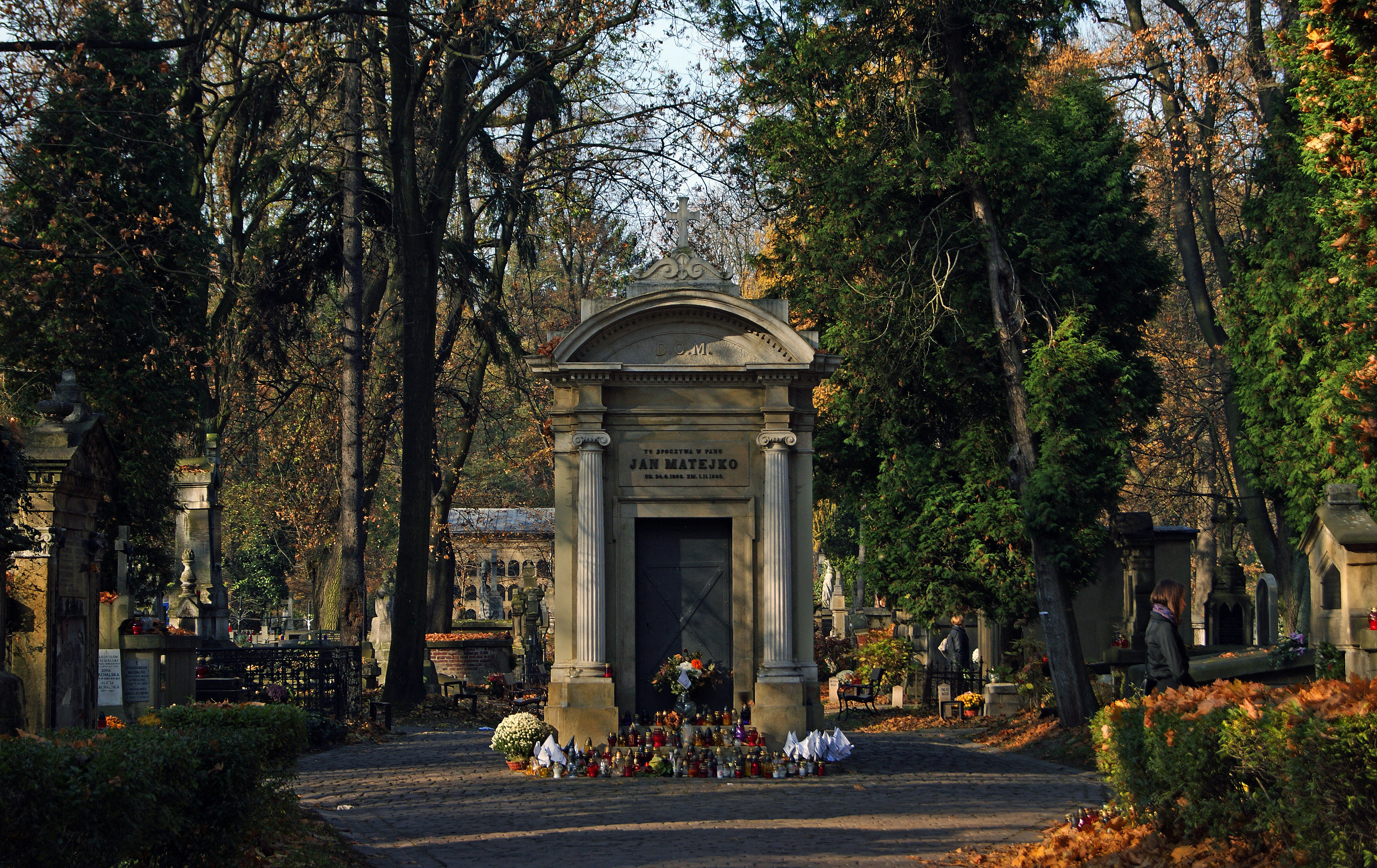
Hrob Jana Matejka

V roce 1807 byla vykopána první studna a v roce 1812 byl vztyčen první velký kříž, zaplacený z příspěvků občanů. Rakowický hřbitov byl během let opakovaně rozšiřován. První rozšíření se uskutečnilo roku 1836, když bylo koupeno jednou tolik půdy od karmelitánských mnichů za 5 000 zlatých. Architektonickým návrhem byl pověřen architekt Karol R. Kremer, šéf oddělení městských staveb, který dal hřbitovu formu parku. Z cihel a kamenů získaných ze strženého kostela Všech Svatých byla postaven zeď okolo hřbitova. Nově zřízený hřbitov byl vysvěcen dne 2. listopadu 1840, šest let poté, co bylo vydáno povolení na jeho zřízení. V roce 1863 městská rada zakoupila další půdu od karmelitských bratří a od Waleryho Rzewuskiho na západní straně hřbitova a pohřbila zde oběti epidemie cholery z roku 1866. V roce 1877 bylo postavena nová kancelář spolu s márnicí. Následující rozšíření se odehrálo o 10 let později, na podzim roku 1886. V tomto novém oddělení byl mezi jinými významnými osobnostmi pohřben vynikající malíř Jan Matejko.

## Kulturní význam
Hřbitov je místem odpočinku obyčejných občanů města stejně jako národních vynikajících jedinců: mezi jinými známých spisovatelů, vědců, zástupců šlechty, bojovníků za svobodu, politiků a sociálních aktivistů, vůdců a účastníků polských hnutí za nezávislost a povstání a veteránů obou světových válek. Jméno hřbitova je odvozeno z ulice Rakowické, kdysi předměstské cesty vedoucí k vesnici Rakowice, která je vzdálená dva kilometry.

## Členění hřbitova
V rámci hřbitova jsou zde zvláštní oddělení přidělená účastníkům polských národních povstání, jako bylo Listopadové povstání, Lednové povstání a Krakovské povstání. Jsou zde pohřbeny oběti první světové války, a to včetně polských vojáků odvedených do všech tří císařských armád: rakouské, ruské a německé – většina z nich zemřela v místních nemocnicích. Jsou zde pohřbeni členové polských legionů; účastníci srážky u Rokitna; dělníci zabití během stávek v roce 1936; oběti druhé světové války včetně vojáků z polského zářijového tažení roku 1939. Dále jsou zde pohřbeni všichni spojenečtí piloti sestřelení nad Polskem, a to včetně těch původně pohřbených ve Varšavě, spolu se stovkami mrtvých britského Commonwealthu a zajatců, kteří zemřeli během německé okupace. Jsou zde dále pohřbeni polští partyzáni, oběti nacionálně socialistických zločinů; a sovětští vojáci, kteří zemřeli během spojeneckých útoků na Krakov roku 1945.

## Národní význam
Hřbitov je národní památkou velké historické a umělecké hodnoty. Vybrané náhrobky a hrobky jsou díly významných architektů, mezi jinými Teofila Żebrawského, Feliksa Księżarského, Sławomira Odrzywolského, Jakuba Szczepkowského, stejně jako sochařů jako Konstanty Laszczka, Tadeusze Błotnického, Wacława Szymanowského, Karola Hukana a jiných. V roce 1981 byl založen Občanský výbor pro zachování Krakova, který měl zvláštní podvýbor pro záchranu krakovských hřbitovů a jiného místního kulturního dědictví. Tento výbor pořádá každoroční sbírku pro obnovu historických hrobek a náhrobků. Veřejné rozpočty jsou používány pro záchranu zpustlých hrobek bez vlastníka.
Mezi významné zde pohřbené osobnosti patří:
- Teodor Axentowicz (1859–1938), malíř
- Michał Bałucki (1837–1901), dramatik a básník
- Maximilian Cercha (1818–1907), malíř
- Emil Czyrniański (1824–1888), chemik
- Ignacy Daszyński (1866–1936), socialistický politik a novinář
- Józef Dietl (1804–1878), lékař a politik
- Stanisław Estreicher (1869–1939), historik
- Marek Grechuta (1945–2006), zpěvák, autor písniček, skladatel a lyrik
- Antonina Hoffmann (1842–1897), divadelní herečka
- Roman Ingarden (1893–1970), filosof
- Tadeusz Kantor (1915–1990), divadelní ředitel
- Juliusz Kossak (1824–1899), malíř
- Wojciech Kossak (1856–1942), malíř
- Stanisław Kutrzeba (1876–1946), historik a politik
- Barbara Kwiatkowska-Lass (1940–1995), herečka
- Anatol Lewicki (1841–1899), historik
- Jan Matejko (1838–1893), malíř
- Józef Mehoffer (1869–1946), malíř a dekorativní umělec
- Piotr Michałowski (1800–1855), malíř
- Helena Modrzejewska (1840–1909), herečka
- Stefan Pawlicki (1839–1916), filosof
- Henryk Reyman (1897–1963), fotbalista
- Lucjan Rydel (1870–1918), dramatik a básník
- Ignaz Sowinski (1858–1917), architekt
- Józef Szujski (1835–1883), politik, historik a básník
- Wislawa Szymborska (1923–2012), básnířka, esejistka, překladatelka a nositelka Nobelovy ceny
- Adolf Szyszko-Bohusz (1883–1948), architekt
- Rafał Taubenschlag (1881–1958), historik práva
- Georg Trakl (1887–1914), rakouský básník
- Rudolf Weigl (1883–1957), biolog
- Bolesław Wieniawa-Długoszowski (1881–1942), generál, politik, diplomat a básník